# بوينتي كالوميت (كيبك)
بوينتي كالوميت (بالإنجليزية: Pointe-Calumet, Quebec)‏ هي بلدية محلية في كيبيك تقع في كندا في Deux-Montagnes Regional County Municipality. يقدر عدد سكانها بـ 6,396 نسمة ومساحتها 11.60 كم2 .